# Fabrizio Lai
Fabrizio Lai (Rho, 14 de dezembro de 1978) é um motociclista italiano.
Desde 2006 corre no mundial de 125 de MotoGP, com o número 32, na equipe Honda.